# Франсиско Васкес де Коронадо
Франсиско Васкес де Коронадо (на испански: Francisco Vázquez de Coronado y Luján) е испански конкистадор и изследовател, откривател на Скалистите планини и Гранд Каньон на река Колорадо.

## Ранни години (1510 – 1539)
Роден е около 1510 година в Саламанка, Испания. През 1535 пристига в Нова Испания (Мексико). След една година се представя „отлично“ в очите на испанските власти като потушава жестоко въстанието на индианците и за този си „подвиг“ през 1538 е назначен за управител на Нова Галисия (област в Северозападно Мексико) с център град Кулякан. През 1539 по поръчение на вицекраля на Нова Испания Антонио де Мендоса Коронадо изпраща на север на разузнавателна мисия францисканския монах Марко де Ниса, който след като се завръща донася сведения за приказни богатства и градове, т.нар. „Седем града“, намиращи се на територията на днешния щат Ню Мексико.

## Експедиционна дейност (1540 – 1542)

### Подготовка за експедицията
Коронадо е запленен от сведенията донесени от монаха и веднага започва организирането на голяма военна експедиция на север за завладяването на нови богатства. В ролята на вербовчик на доброволци, от църковния амвон се включва и Марко де Ниса, който не престава да възхвалява приказните богатства на откритата от него страна. Притокът на доброволци е много голям и се налага „специален“ подбор на кандидатите. С големи усилия са избрани 320 души (250 коннници и 70 пеши войника), около 700 индианци-носачи, няколкостотин коне и мулета и голямо количество едър и дребен рогат добитък и свине, които да им служат за прехрана по време на похода. Освен това Коронадо изпраща два кораба под командването на Ернан Аларкон (1500 – 1541), които да изследват западното крайбрежие на континента, и които през август 1540 вторично откриват устието на река Колорадо и плават нагоре по нея на 200 км до устието на река Хила.

### Поход в Сивола (1540)
В началото на 1540 г., експедицията се отправя на север от Кулякан и през юли достига до „Седемте града“ (Сивола). По време на целия път, районът през който преминават испанците е рядко заселен и те неуспяват да си набавят чрез грабеж необходимите свежи хранителни продукти. Войниците и индианците се препитават основно с взетите от Мексико продукти и месо от водещите с тях животни. Голяма част от отряда се придвижва пеша, носейки на гръб хранителни припаси.
След пристигането си в Сивола испанците са силно разочаровани след дългия и тежък път. Градът, построен в скалите, е от такава величина и вид, че войниците започват да проклинат „лъжливия монах“ Марко де Ниса и с насмешка говорят, че което и да е село в Нова Испания прави по-добро впечатление. Градът е построен в скалите така, че плоските покриви на долните домове са под на горните. Местните жители посрещат завоевателите недружелюбно и Коронадо заповядва да се щурмува „града“, в резултат на което са избити няколкостотин местни жители и „градът“ е разрушен, но в него намират нещо много по-ценно в този момент за испанците – храна: царевица, боб, пилета, лук и др.

### Откриване на Гранд Каньон и континенталния вододел (1540)
След завоюването на „Седемте града“ и подчиняването на местните индианци, Коронадо изпраща в различни посоки няколко въоръжени отряда за изследването на страната. В едно от селищата испанците чуват за голяма река на север. За търсенето на тази река Коронадо изпраща разузнавателен отряд под ръководството на Гарсия Лопес Карденас.
Той извършва поход през платото Колорадо и през септември на 36º с.ш. открива Гранд Каньон на река Колорадо. Испанците са изумени и потресени от това, което се открива пред техните очи. Три дни те бродят по скалните обриви, напразно търсейки пътека сред отвесните скали, която да ги отведе до водата на реката. Карденас се връща обратно и съобщава на Коронадо за своето поразително откритие.
Втори разузнавателен отряд начело с Харамильо се движи от Сивола на изток и открива, че след „Седемте града“ има още много други селища, построени по склоновете на планините така както Сивола. Харамильо и неговите войници откриват река течаща на югоизток, вливаща в друга голяма река, течаща на юг. По този начин испанците откриват главния вододел между Тихия и Атлантическия океан.

### Откриване на Великите равнини и десните притоци на Мисисипи (1541)
След като двата отряда на Коронадо и Карденас се срещат в горното течение на река Рио Гранде откриват югоизточните части на Скалистите планини и горните течения на реките Рио Гранде (2870 км) и Пекос (1215 км). На река Пекос испанците се установяват за зимуване и там те научават за друга богата страна, далеч на североизток – Кивира. От пленен индианец Коронадо и войниците му научават, че страната Кивира се намира на брега на голяма река; че местният върховен вожд провежда своя следобеден отдих под клоните на огромно дърво, увенчано със златни камбанки и дреме под техния тих звън; че жителите на Кивира ползват само златни и сребърни съдове, а на носовете на своите лодки слагат големи златни орли.
През пролетта на 1541 Коронадо само с част от своите войници започва поход на североизток към бленуваната страна Кивира. Според утвърдилата се версия отрядът на Коронадо пресича горните течения на реките Ред Ривър, Канейдиън, Северен Канейдиън и други десни притоци на Мисисипи, като през цялото време испанците пътуват през необятните прерии – Великите равнини. На 29 юни 1541 Коронадо открива голяма река, която назова „Сан Педро и Сан Пабло“ (сега Арканзас, десен приток на Мисисипи). След като отдъхват няколко дни в свежата зеленина покрай реката, испанците продължават на североизток и на 40º с.ш. достигат до друга голяма река – Канзас, а е възможно и да са достигнали и до река Мисури.
Откритата от испанците страна е добра, но местните индианци не притежават никакви ценни вещи. Наближаващата есен принуждава Коронадо да тръгне обратно, боейки се от свирепата северна зима. Обратния път до река Пекос продължава 40 дни, като Коронадо повежда своите войници в югозападна посока по друг път, през местности, които се оказват още по-безлюдни. След завръщането си на река Пекос, Коронадо и останалите испанци продължават да вярват в съществуване на приказната страна Кивира и планират през следващата 1542 да предприемат нов поход на изток. Заболяване и нещастен случай по време на турнир принуждава Коронадо да се откаже от по-нататъшни търсения.

### Географски резултати от похода на Коронадо
От към намирането на богатства експедицията е пълен провал, намират само малки индиански селища, но от към географски открития допринася много за откриването на южните части на Скалистите планини; най-големия в света каньон; голяма част от Прерийното плато; огромни реки, течащи в различни направления: Колорадо с притока ѝ Хила, Рио Гранде с притока ѝ Пекос, Арканзас, Канзас и възможно Мисури; необятните прерии, простиращи от подножието на Скалистите планини до Мисисипи.

## Последни години (1542 – 1554)
През 1542 Коронадо се връща в Нова Галисия, разорен от дълговете, които е сключил при организирането на експедицията. Обвинен е в разхищения на държавни средства, безстопанственост и авантюризъм, но независимо от това запазва титлата управител на Нова Галисия до смъртта си на 22 септември 1554 година.

## Памет
Неговото име носят:
- град Коронадо (32°41′ с. ш. 117°10′ з. д. / 32.683333° с. ш. 117.166667° з. д.) в САЩ, щата Калифорния, предградие на град Сан Диего;
- мост Коронадо, свързващ град Коронадо с град Сан Диего през залива Сан Диего.